# Полоз діадемовий
Полоз діадемовий (Spalerosophis diadema) — неотруйна змія з роду лусколобих полозів родини Полозові (Colubridae).

## Таксономія
Розрізняють 2 підвиди. Інша назва «королівська змія».

## Опис
Загальна довжина досягає 150 см. Тулуб стрункий. Хвіст в 4-5 разів коротше тіла. Голова чітко відмежована від шиї. Кінчик морди закруглений. Між передлобним й лобовими щитками розташовано 1—6 дрібних щитка, відокремлюючи їх один від одного. Око оточують 7-13 щитків, нижні з яких повністю відділяють його від верхньогубних щитків. Луска слабкоребриста, реберця розвиненіші в задній половині тулуба й частини зникають на його боках, кожна луска несе 2 апікальні пори. Черевні щитки утворюють помітний кут з боків тіла. Навколо тіла є 25-35 рядків луски. Черевних щитків — 207-250, підхвостових щитків - 65-110 пар. 
Забарвлення верхньої сторони тулуба світло-сіре або світло-буре. Уздовж хребта проходить 1 рядок коричневих або бурих більш-менш ромбічних або овальних плям, більш різко виражених у молодих полозів, у яких вони також обмежені світлою облямівкою. З боків тулуба в проміжках між такими плямами розташовано до 1 рядку дрібніших подовжених плям і ще дрібніших плям біля та на зовнішніх краях черевних щитків, які особливо добре виражені у молодих полозов. Малюнок голови складається з численних дрібних, хвилястих цяток, серед яких у молодих змій виділяються своїм розміром 2—4 плями на тім'яних щитках. Між очима присутня широка коричнево-бура смуга, окреслена вузькою, світлою облямівкою, іноді того ж кольору більш вузька дугоподібна смужка на передлобної щитках. Ці смуги у дорослих змій стають різкішими та нерідко розбиваються на частини. Черево білого кольору, без плям. 

## Спосіб життя
Полюбляє піщані та глинясті пустелі, горбисті ділянки, схили гір, такироподібні й щільні ґрунти з розрідженою рослинністю, щебнисто-полинові ділянки. Ховається у норах гризунів, черепах, тріщинах ґрунту, кущах. Роздратовані особини імітують загрозливу позу кобри, агресивно піднімаючи і роздуваючи передню частину тулуба. Активність, в залежності від кліматичних умов сезону, денна або нічна. З зимівлі в Туркменістані виходять в кінці лютого - початку березня, активність триває до листопада. 
Харчується дрібними хребетними тваринами, найчастіше плазунами і гризунами. Здобич душить, обвиваючи кільцями тулуба.
Це яйцекладна змія. Парування відбувається у травні. Самиця наприкінці червня - липні відкладає 2-12 яєць. Молоді полози розміром 25,3-33,5 см з'являються у вересні-жовтні.

## Розповсюдження
Мешкає у північній Африці, Аравії, Сирії, Іраку, Ірані, Середній Азії, південному Казахстані, Афганістані, Пакистані, північній Індії. 

## Підвиди
- Spalerosophis diadema cliffordii
- Spalerosophis diadema diadema